# Hypena sinuosa
Hypena sinuosa là một loài bướm đêm trong họ Erebidae.